# VK3002(DB)

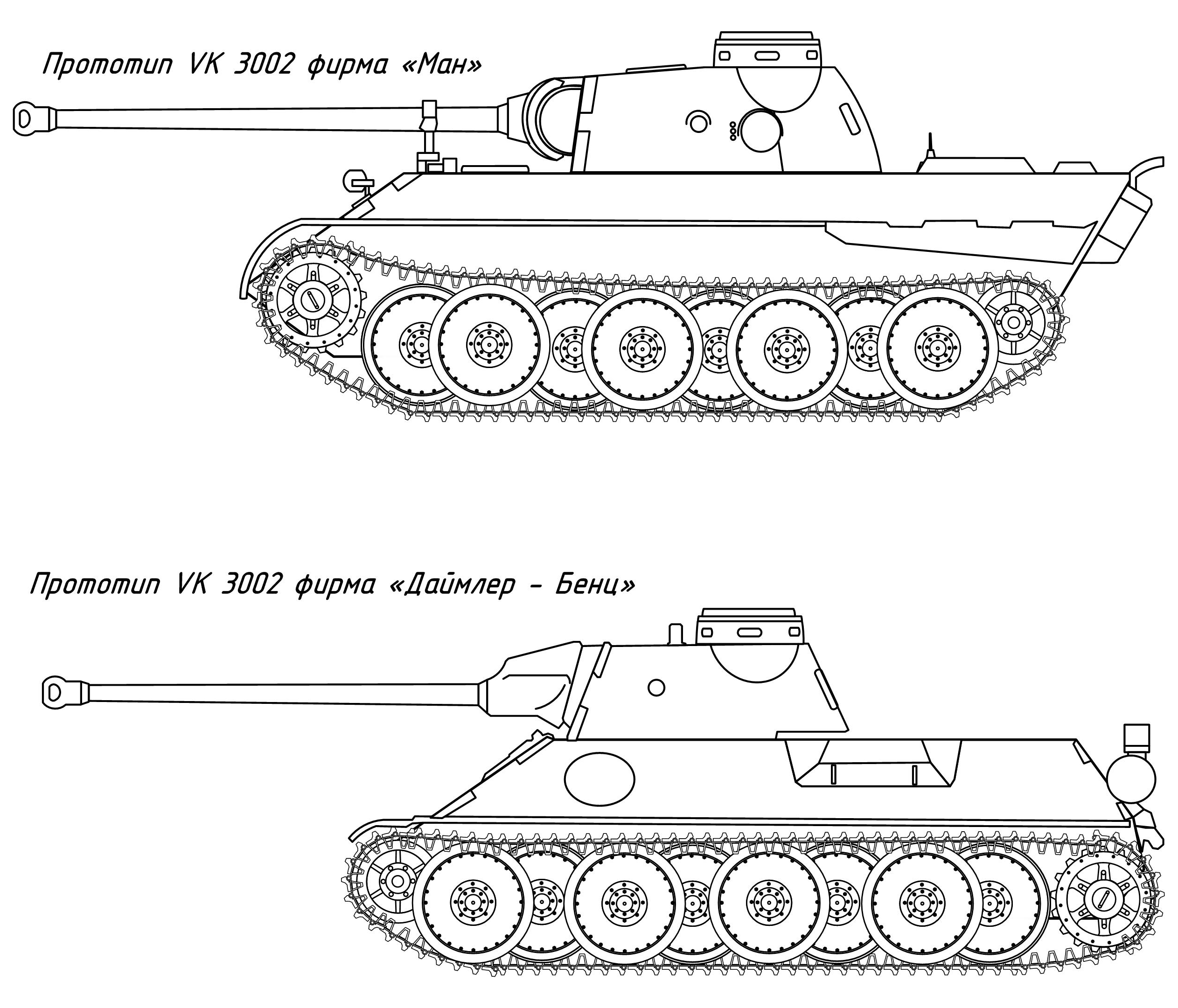
上がVK3002(MAN)、
下がVK3002(DB)

VK3002(DB)は、第二次世界大戦期にナチス・ドイツのダイムラー・ベンツによって開発された中戦車である。

## 概要
ドイツ国防軍は1938年頃からIII号戦車およびIV号戦車の後継としての20tクラス戦車の設計検討を行っていたが、1941年の独ソ戦において、ソ連赤軍のT-34との交戦で強力な戦車の必要性が明らかとなった。そこで同年11月、兵器局第6課はダイムラー・ベンツ社とMAN社に対して30t級戦車"VK3002"の開発を要請、それに対してダイムラー・ベンツ社が提示したのがVK3002(DB)である。
アドルフ・ヒトラーはT-34に類似したデザインやディーゼルエンジンの搭載を好み、生産準備を指示したが、のちに兵器局第6課と特別戦車委員会の会議にてVK3002(DB)でなくVK3002(MAN)が採用された。そのため、VK3002(DB)は未完成の試作車1両のみに終わっている。
採用されたVK3002(MAN)はその後V号戦車パンターとなり、第二次世界大戦後半において活躍した。

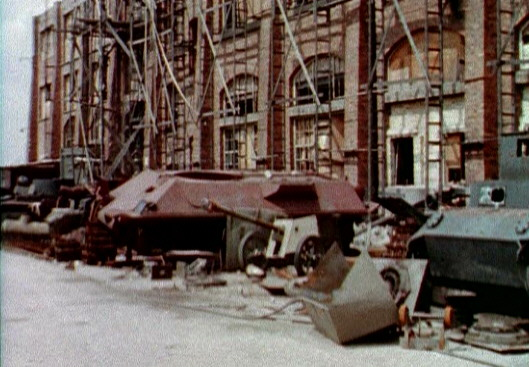
VK3002(DB)の試作車(中央)。